# Nawanagar

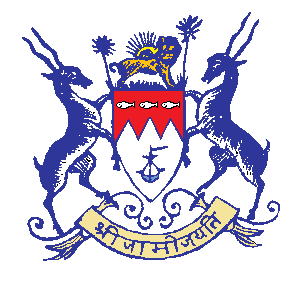
Écu de Navanagar.

Nawanagar était un État princier des Indes fondé en 1540, dont la capitale était la ville de Jamnagar. Dirigé par des souverains qui portèrent le titre de « jam » puis de « maharadjah », cette principauté subsista jusqu'en 1948 et fut ensuite intégrée à l'État du Gujarat.

## Liste des souverains de 1767 à 1948
- 1767-1814 Jasoji (+1814)
- 1814-1820 Sataji II (+1820)
- 1820-1852 Ranmalji II (+1852)
- 1852-1895 Vibhaji II (1827-1895)
- 1895-1906 Jeswantsinhji (1882-1906)
- 1907-1933 Ranjitsinhji (1872-1933)
- 1933-1948 Digvijaysinhji (en) (1895-1966)

Souverains titulaires :
- 1948-1966 Digvijaysinhji (en) (1895-1966)
- 1966-2024 Shatrusalyasinhji (en) (né en 1939)